# (14186) Virgiliofos
(14186) Virgiliofos (1998 XP2) – planetoida z grupy pasa głównego asteroid okrążająca Słońce w ciągu 5,65 lat w średniej odległości 3,17 j.a. Odkryta 7 grudnia 1998 roku.